# جيف بيتانكورت
جيف بيتانكورت (بالإنجليزية: Jeff Betancourt)‏ هو مونتير ومخرج أمريكي، ولد في 1970 في الولايات المتحدة.

## وصلات خارجية
- جيف بيتانكورت على موقع IMDb (الإنجليزية)
- جيف بيتانكورت على موقع ألو سيني (الفرنسية)
- جيف بيتانكورت على موقع أول موفي (الإنجليزية)
- جيف بيتانكورت على موقع قاعدة بيانات الأفلام السويدية (السويدية)
- جيف بيتانكورت على موقع قاعدة بيانات الفيلم (الإنجليزية)
- جيف بيتانكورت على موقع كينوبويسك (الروسية)